# Sydenham (Somerset)
Sydenham – dzielnica miasta Bridgwater, w Anglii, w Somerset, w dystrykcie (unitary authority) Somerset. W 2001 roku dzielnica liczyła 6614 mieszkańców. Sydenham jest wspomniane w Domesday Book (1086) jako Sideham.